# Samurai der Dämmerung
Samurai der Dämmerung (jap. たそがれ清兵衛, Tasogare Seibei, auch Twilight Samurai oder Samurai in der Dämmerung) ist ein japanischer Film von 2002 von Yōji Yamada. Er basiert auf den Erzählungen Tasogare Seibei, Hoito Sukehachi und Takemitsu shimatsu von Shūhei Fujisawa. Der Film gehört in das Genre Jidai-geki, ist aber in vieler Hinsicht ungewöhnlich, weil er das Alltagsleben eines Samurai beschreibt, Kampfszenen gibt es dagegen nur wenige.
Der Film ist ein Teil von Yamadas sogenannter „Samurai-Trilogie“, die folgende Werke umfasst: Samurai der Dämmerung (2002), The Hidden Blade (2004) und Love and Honor – Bushi no ichibun (2006). Entgegen den üblichen Genrethemen wie dem Heldentum fokussiert Yamada in den drei Inszenierungen auf Samurai, die von Schicksalsschlägen gebeutelt in Armut und beruflicher Stagnation leben.

## Handlung
Die Handlung spielt gegen Ende der Tokugawa-Zeit, genannt Bakumatsu, kurz bevor die Ära der Samurai durch die Meiji-Restauration ihr Ende findet. Die Geschichte wird rückblickend aus der Perspektive von Ito erzählt. Ihre Mutter stirbt an Schwindsucht, als Ito fünf Jahre alt ist. Ihr Vater Seibei Iguchi ist ein niederrangiger Samurai und versucht, die Familie allein durchzubringen, dazu gehören neben Ito ihre ältere Schwester Kayano und Seibeis verwirrte Mutter. Seibei arbeitet als Schreiber im Speicheramt des Fürsten, dazu bestellt er allein seine Felder und baut für einen Zusatzverdienst Grillenkäfige. Um seine Frau standesgemäß begraben zu können, musste er seine „Seele“, sein Katana, verkaufen. Wenn seine Arbeit als Schreiber in der Abenddämmerung endet, geht er sofort nach Hause, anstatt mit den anderen Samurai in ein Wirtshaus, deshalb nennen sie ihn spöttisch „Mann der Dämmerung“.
Seibei gelingt es nicht, seinen Körper und seine Kleidung in Ordnung zu halten und fällt dem Fürsten bei einem Besuch unangenehm auf. Sein Familienoberhaupt will ihn deshalb zu einer Heirat drängen, aber Seibei weigert sich. Er begegnet seinem alten Freund Michinojo Iinuma, der ihm erzählt, dass seine Schwester Tomoe als geschiedene Frau zur Familie zurückgekehrt ist, nachdem sich ihr Mann Toyotaro Koda als Säufer und Schläger herausgestellt hat. Tomoe besucht die Familie Iguchi, spielt mit den Kindern und wird sogar von Seibeis Mutter erkannt, die sonst niemanden mehr erkennt. Am Abend geleitet Seibei sie zurück nach Hause, doch dort treffen sie ihren betrunkenen geschiedenen Mann an, der Tomoes Bruder bedroht. Seibei greift ein und bietet Koda ein Duell an, das dieser zu Seibeis Überraschung schon für den nächsten Tag ansetzt.
Da er kein Katana mehr besitzt und Duelle auf Leben und Tod außerdem verboten sind, tritt er zum Duell mit einem Holzknüppel an, überrascht durch außerordentliche Kampfkunst und besiegt Koda. Danach kommt Tomoe fast täglich zu Besuch, hilft im Haushalt und kümmert sich um die Kinder. Als ihr Bruder Seibei gegenüber andeutet, dass sie ihn gerne heiraten würde, lehnt er jedoch ab. Er hat Angst, dass Tomoe mit seiner Armut und seinem mangelnden Ehrgeiz genauso wenig umgehen kann wie seine erste Frau. Tomoe stellt ihre Besuche daraufhin ein.
In der Zwischenzeit ist der Fürst gestorben, und um seine Nachfolge gibt es Machtkämpfe. Der Sieger und neue Fürst will die Anhänger des alten aus dem Weg schaffen und den Schwertkämpfer Zenemon Yogo zum Seppuku zwingen. Doch der verschanzt sich in seinem Haus und will sich nur einem Duell stellen. Der Clan erinnert sich an Seibeis erfolgreiches Duell mit Koda und bringt in Erfahrung, dass Seibei bei einem Meister den Kampf mit dem Kurzschwert gelernt hat, das für einen Hauskampf besonders geeignet ist. Ihm wird trotz seines Widerstands befohlen, sich der Sache anzunehmen.
Tatsächlich hat Seibei nicht die geringste Lust, zu töten oder zu sterben. Seibei ruft Tomoe zur Hilfe, weil er sich nicht alleine frisieren und formell ankleiden kann. Bei den Vorbereitungen gesteht er ihr seine Liebe. Tomoe muss zugeben, dass sie kurz zuvor den Antrag eines anderen angenommen habe. Dieses Geständnis bricht Seibei das Herz. Doch er reißt sich zusammen und stellt sich dem befohlenen Zweikampf. Seibei dringt in die Hütte ein und findet Yogo, der nicht kämpfen, sondern eigentlich nur fliehen will. Im Halbdunkel erzählt er Seibei vom Tod seiner Frau und seiner Tochter. Sich in Sicherheit wähnend, berichtet Seibei auch von seinem Verlust und erwähnt unvorsichtigerweise, dass er kein Katana, sondern nur noch ein Bambusschwert besitze. Yogo greift ihn an, wird aber von Seibei mit seinem Kurzschwert getötet. Seibei kehrt verwundet nach Hause zurück und findet dort nicht nur seine Töchter, sondern auch Tomoe vor, die auf ihn gewartet hat.
In der Schlussszene sieht man die gealterte Ito vor dem Grabstein von Tomoe und Seibei sitzen, sie erzählt, dass die Ehe nur drei Jahre währte, bis ihr Vater im Boshin-Krieg fiel. Tomoe ging mit den beiden Töchtern nach Tokio und zog sie groß und wurde nach ihrem Tod neben Seibei begraben.

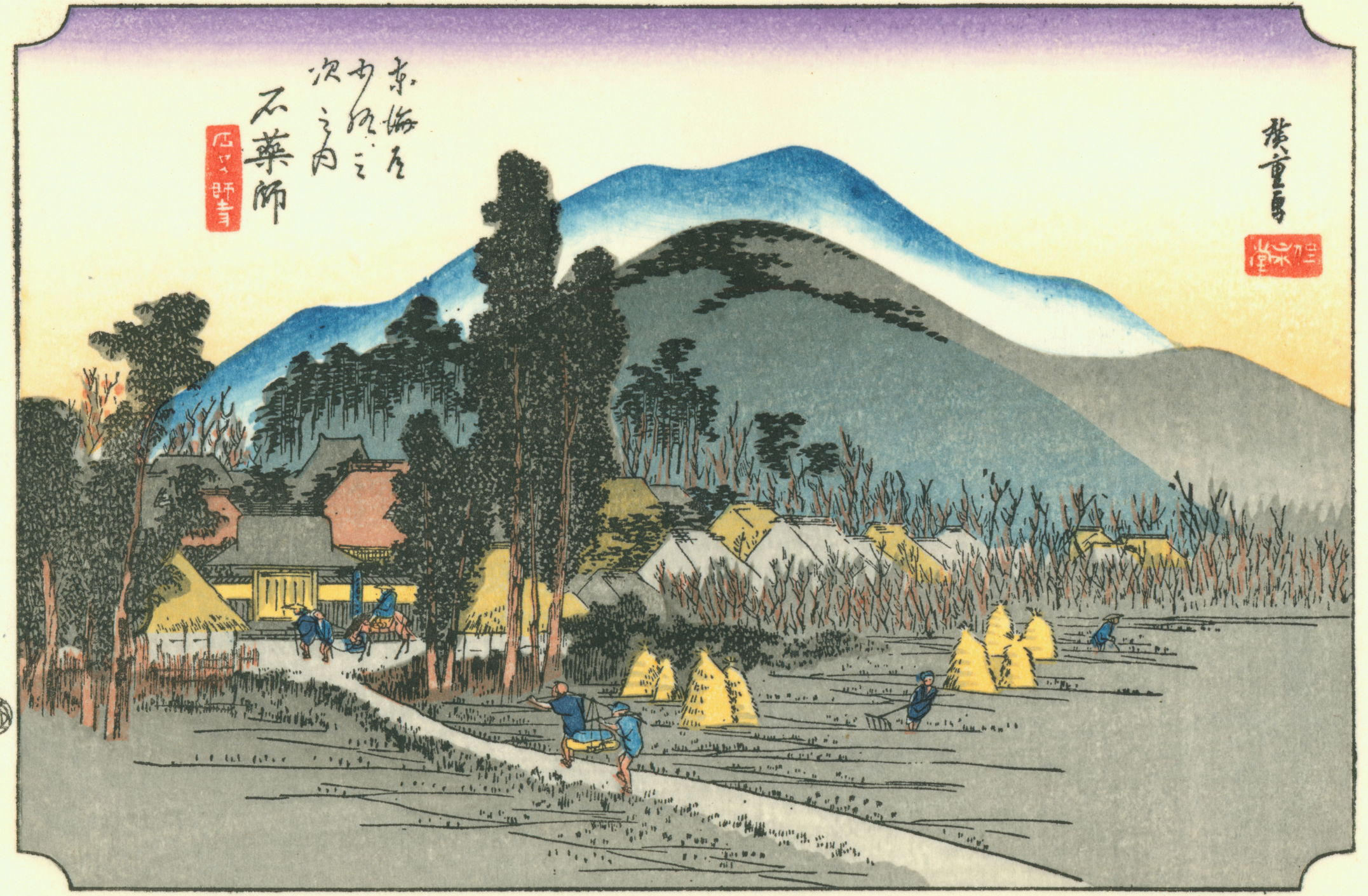
Ishiyakushi, Farbholzschnitt von Hiroshige in der Serie Die 53 Stationen des Tōkaidō (Hoeidō-Ausgabe), um 1835

## Kritiken
- „Filme über das Bakumatsu scheinen im Augenblick en vogue zu sein, erinnert doch die soziale Instabilität des Bakumatsu die Japaner an die rastlose Ratlosigkeit ihrer Gegenwart. Yamada treibt diese Parallelisierung sogar so weit, dass er die erste Hälfte seines Films wie eines seiner Gegenwartsdramen inszeniert. In der zweiten Hälfte verschiebt Yamada seinen Fokus zu Seibei und seinem Widersacher Yogoemon. Yamada kommt da zu keinen grundlegend neuen Einsichten. Doch wie er die Annäherung der beiden Männer zeigt, ist großartig.“ (Die Welt)[1]
- „Ein liebevoller Abgesang auf ein japanisches Filmgenre und einen Mythos, der sich mit ruhigen, teils betörend schönen Bildern auf die Personen und ihre Beweggründe einlässt und mit leisem Humor die tragische Geschichte eines friedfertigen Mannes erzählt, der wider besseres Wissen in seinen Traditionen verwurzelt ist.“ (Film-Dienst)[2]
- „Ein realistischeres Bild der Samurais wollte er zeichnen, meint Regisseur Yoji Yamada in der Pressekonferenz. Kann sein, dass ihm das gelungen ist. Seibei ist ein gar nicht übler Schwertkämpfer und geht einem mit allzu viel Edelmut auf die Nerven. Ansonsten ist er einer wie du und ich. Ziemlich langweilig also, kein Held für einen Film, in dem weiter nichts geschieht.“ (Perlentaucher)[3]

## Auszeichnungen
- Samurai der Dämmerung war 2004 für den Oscar als bester fremdsprachiger Film nominiert, verlor aber gegen den kanadischen Film Die Invasion der Barbaren.
- Der Film gewann zwölf Japanese Academy Awards, darunter die für den besten Film, den besten Regisseur und für die beiden Hauptrollen.
- 2003 nahm er als Wettbewerbsfilm an der Berlinale teil.

## Verschiedenes
- Filmemacher Yōji Yamada war zum Zeitpunkt der Dreharbeiten 73 Jahre alt und hatte bereits knapp 90 Filme gedreht.[4]
- Der Film stand am 20. Mai 2008 in der IMDb auf vergleichsweise hohen 8,2 Punkten von 10 mit den Stimmen von 5709 Zuschauern.[5]